# Asher Conniff
Asher Francis Conniff (* 13. Juli 1988 in New York City, New York) ist ein professioneller US-amerikanischer Pokerspieler. Er gewann 2015 das Main Event der World Poker Tour und erreichte 2022 beim Main Event der World Series of Poker den Finaltisch.

## Pokerkarriere
Conniff spielte von Dezember 2009 bis März 2020 online unter den Nicknames anthonymason (UltimateBet sowie partypoker) und misclick (Borgata Poker NJ). In diesem Zeitraum erspielte er sich mit Turnierpoker Preisgelder von rund 500.000 US-Dollar.
Seine erste Geldplatzierung bei einem Live-Pokerturnier erzielte Conniff im November 2009 in Atlantic City. Anfang August 2011 gewann er bei der Philly Poker Championship in Chester, Pennsylvania, sein erstes Live-Turnier. Im Borgata Hotel Casino & Spa in Atlantic City entschied der Amerikaner Mitte November 2012 ein Event mit einer Siegprämie von über 40.000 US-Dollar für sich. Im Juni 2014 war er erstmals bei der World Series of Poker (WSOP) im Rio All-Suite Hotel and Casino in Paradise am Las Vegas Strip erfolgreich und kam bei vier Turnieren der Variante No Limit Hold’em in die Geldränge. Bei der World Poker Tour (WPT) in Atlantic City gewann Conniff Mitte April 2015 ein Deepstack-Event mit einem Hauptpreis von mehr als 200.000 US-Dollar. Elf Tage später setzte er sich auch beim WPT-Main-Event durch und sicherte sich seine bislang höchste Auszahlung von knapp einer Million US-Dollar. Anschließend blieben über zwei Jahre größere Turniererfolge aus, ehe der Amerikaner Anfang Oktober 2017 beim Main Event des WSOP-Circuits in Hollywood, Florida, den mit rund 160.000 US-Dollar dotierten zweiten Platz belegte. Im April 2019 gewann er das Main Event des WSOP-Circuits im Bally’s Las Vegas und erhielt knapp 200.000 US-Dollar. Bei der WSOP 2019 wurde Conniff beim Super Turbo Bounty Dritter und sicherte sich knapp 150.000 US-Dollar. Bei der WSOP 2022, die erstmals im Bally’s und Paris Las Vegas ausgespielt wurde, erreichte er beim Main Event den Finaltisch, der am 15. und 16. Juli 2022 ausgespielt wurde. Der Amerikaner startete als Neunter in Chips und belegte den mit 675.000 US-Dollar dotierten zehnten Platz.
Insgesamt hat sich Conniff mit Poker bei Live-Turnieren knapp 4 Millionen US-Dollar erspielt.